# Гугганиг, Лукас
Лукас Йозеф Гугганиг (нем. Lukas Josef Gugganig; родился 14 февраля 1995 года в Шпитталь-ан-дер-Драу, Каринтия) — австрийский футболист, защитник клуба «Райндорф Альтах».

## Клубная карьера
Гугганик — воспитанник клуба «Ред Булл». В 2013 году он начал выступать за фарм-клуб «быков» — «Лиферинг». 26 июля 2013 года в матче против «Хорна» Лукас дебютировал в Первой лиге Австрии. 27 сентября в поединке против «Хорна» он забил свой первый гол за «Лиферинг». В следующем сезоне Гугганиг помог команде занять второе место в первой лиге. 12 апреля 2015 года в матче против венского «Рапида» он дебютировал за «Руд Булл» в австрийской Бунделсиге, заменив во втором тайме Штефана Ильзанкера.
Летом того же года Гугганиг перешёл в немецкий «Франкфурт». 25 июля в матче против «РБ Лейпциг» он дебютировал во Второй Бундеслиге. 29 ноября в поединке против дюссельдорфской «Фортуны» Лукас забил свой первый гол за «Франкфурт».
Летом 2016 года Гугганиг перешёл в «Гройтер». В матче против «Зандхаухена» он дебютировал за новую команду.

## Международная карьера
В 2014 году в составе юношеской сборной Австрии Лукас принял участие в юношеском чемпионате Европы в Венгрии. На турнире он сыграл в матчах против команд Израиля и Португалии.
В 2015 году в составе молодёжной сборной Австрии Гугганиг принял участие в молодёжном чемпионате мира в Новой Зеландии. На турнире он сыграл в матчах против команд Ганы, Аргентины, Панамы и Узбекистана.